# Лауверсог
Лауверсог (нід. Lauwersoog) — село в нідерландській провінції Гронінген, на узбережжі Ватового моря. Входить до муніципалітету Гет-Гогеланд.
Його площа становить 0,37км², а населення станом на 2021 рік складало 130 осіб.
Із Лауверсога здійснюється паромне сполучення з островом Схірмонніког.

## Галерея

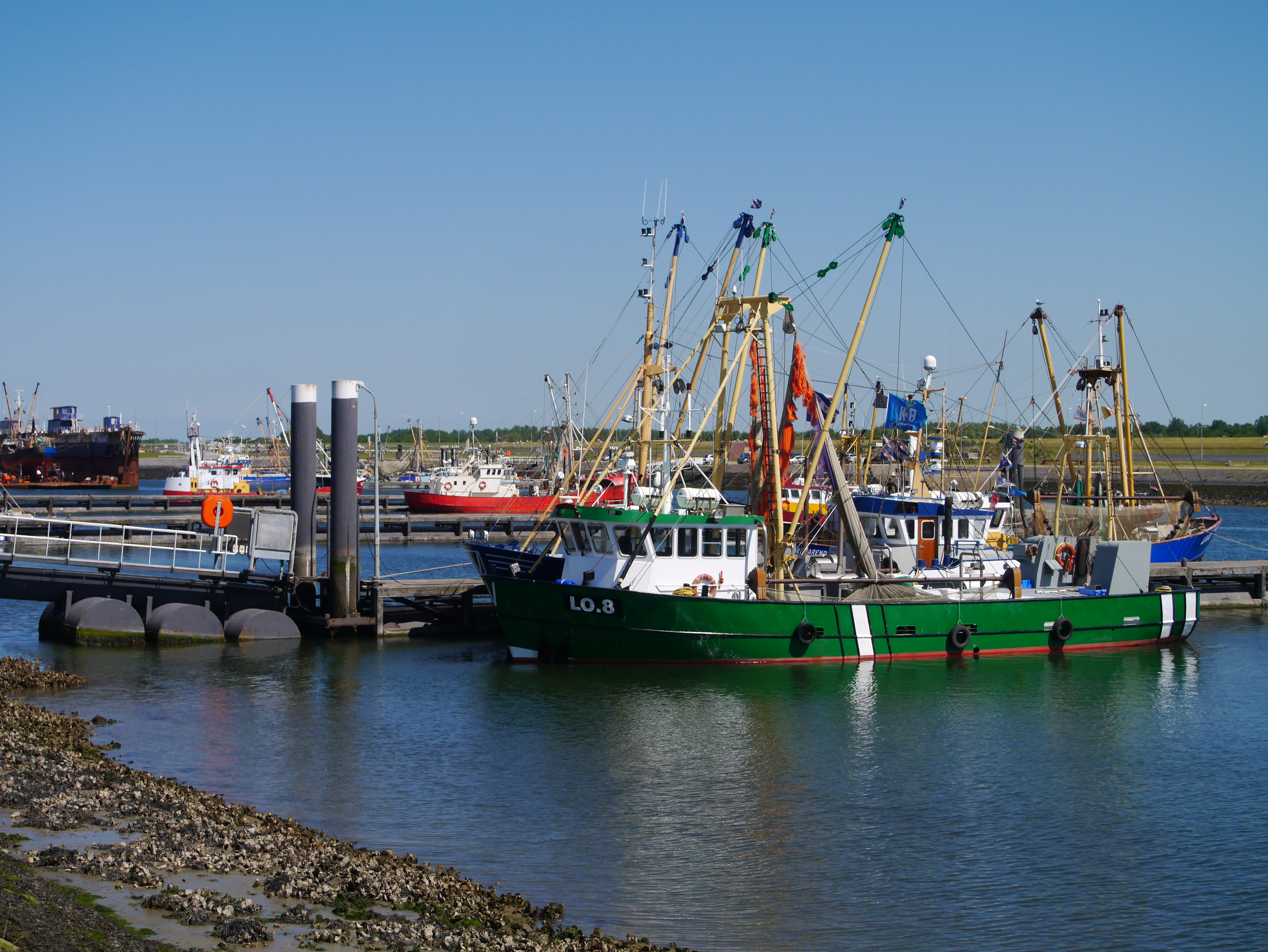
Риболовецький порт
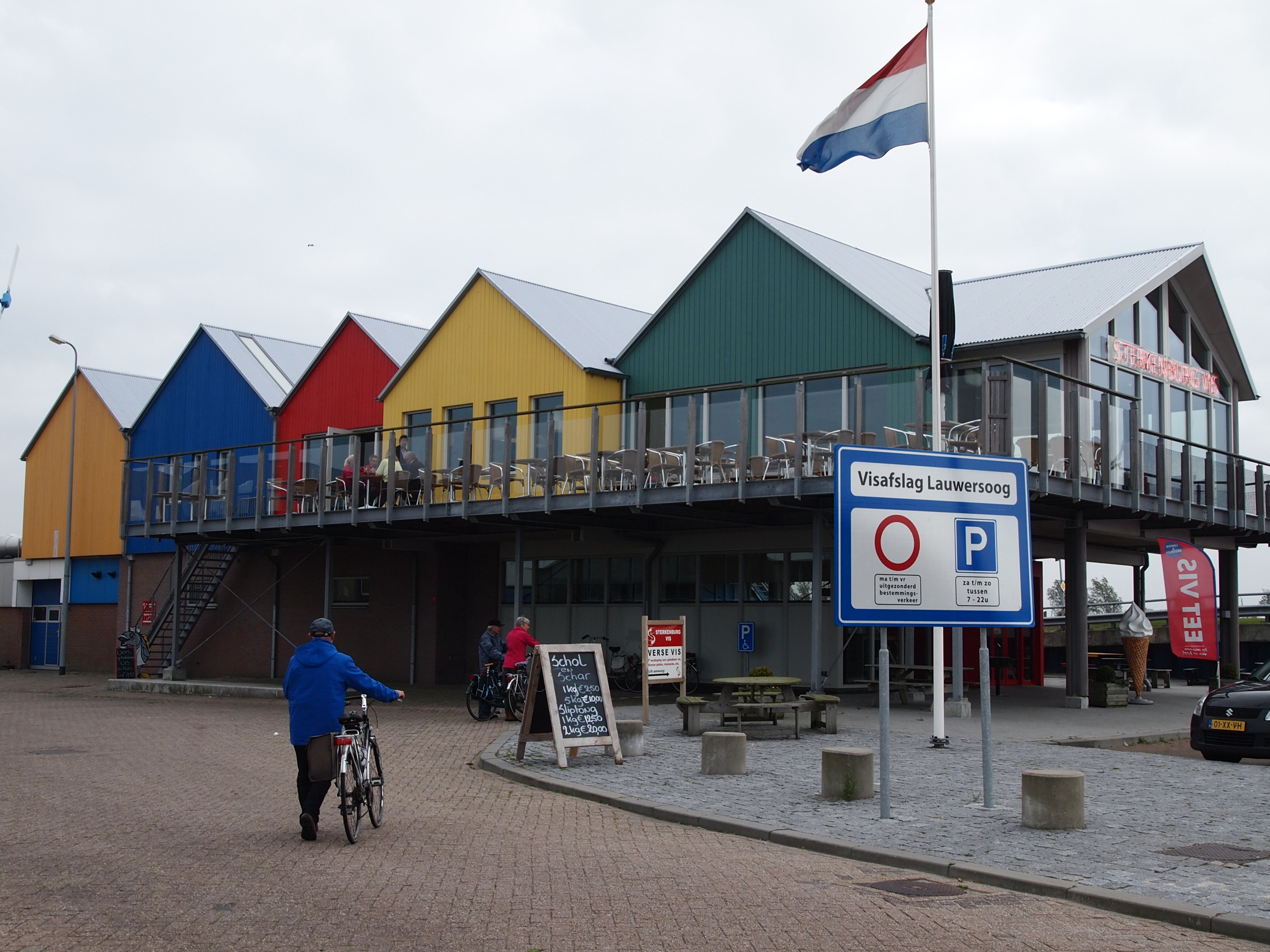
Рибний аукціон
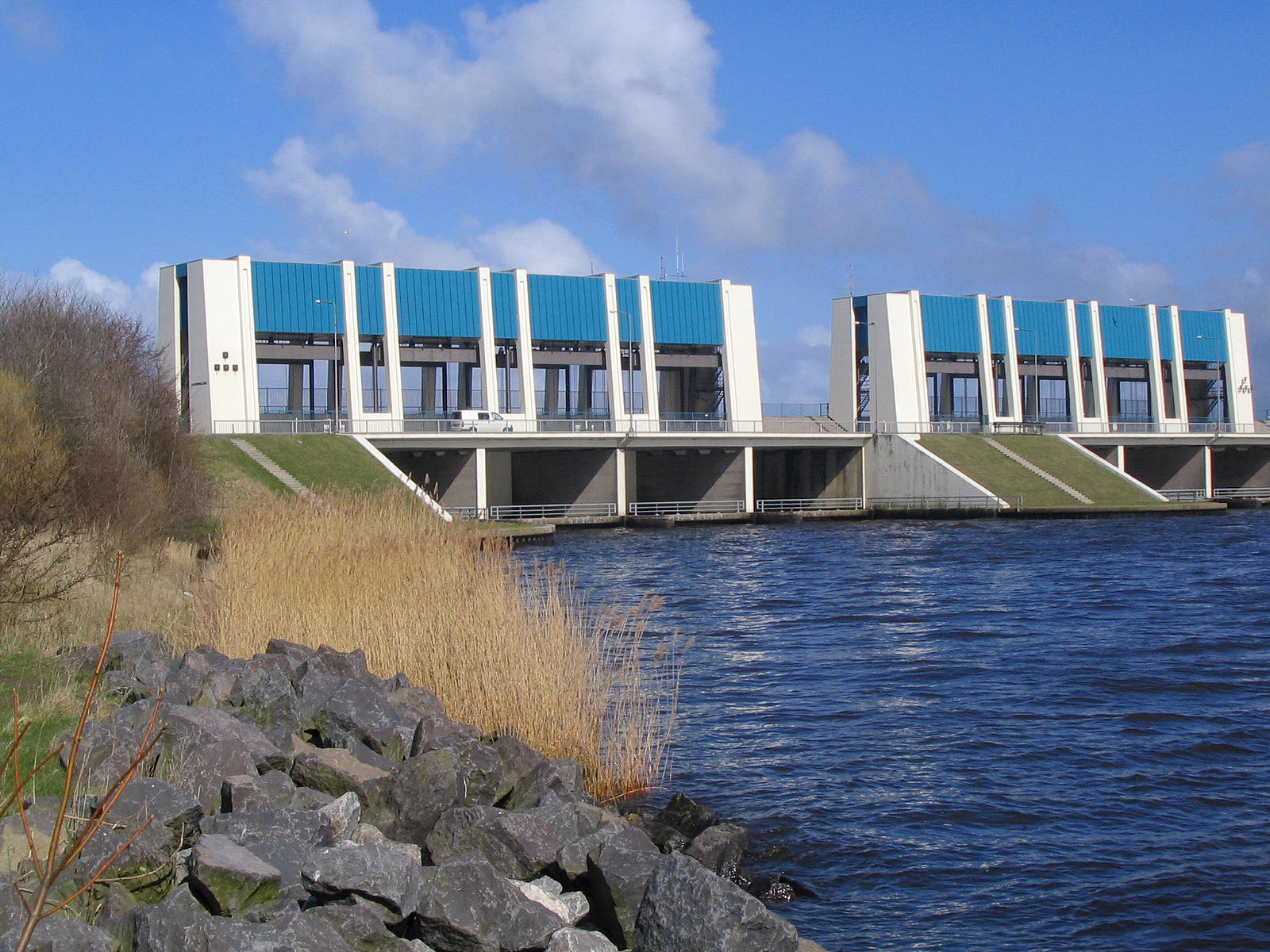
Шлюз у селі
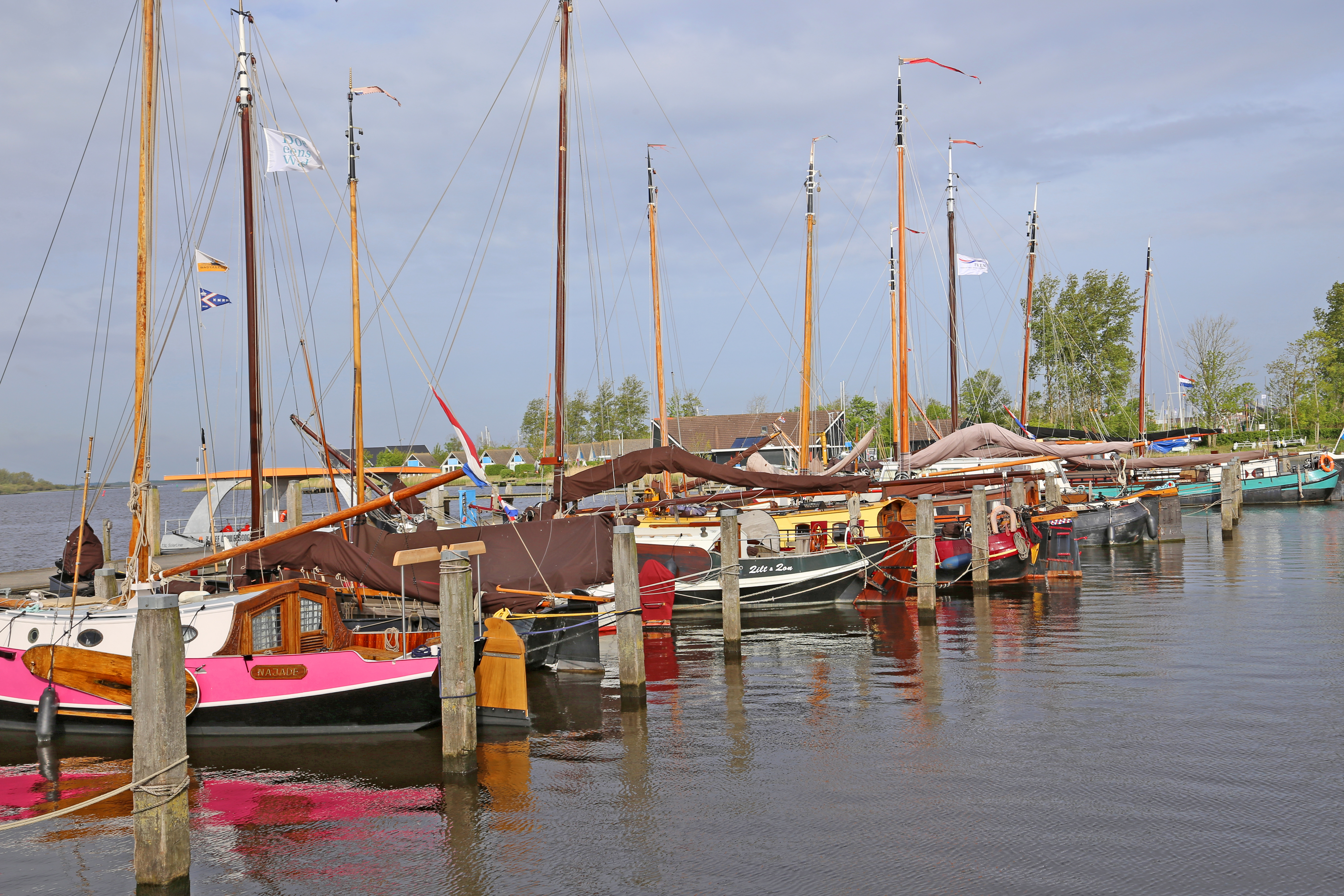
Човни у гавані села